# Salou
Salou é um município da Espanha na comarca de Tarragonès, província de Tarragona, comunidade autónoma da Catalunha. Tem 15,1 km² de área e em 2021 tinha 28 512 habitantes (densidade: 1 888,2 hab./km²).
A cidade encontra-se 10 km a sudoeste da capital provincial, Tarragona e é usualmente referida como a capital da região turística da Costa Dorada por ser o seu destino turístico mais concorrido. Foi fundada no século VI a.C. por gregos da Fócida e durante a Idade Média foi um importante porto comercial. No século XX converteu-se num destino turístico muito popular, um estatuto que mantém até hoje. Nas seus arredores situa-se o Port Aventura, um dos maiores parques temáticos de Espanha.

## História
Segundo um hipótese com bastante aceitação, Salou foi fundado como Salanrio (cidade limpa) no século VI a.C. por gregos da região da Fócida. A primeira referência escrita à cidade encontra-se na obra do século IV d.C. Ode marítima, do escritor latino Avieno. Este livro, baseado num texto grego de 530−500 a.C., inclui uma descrição geográfica do litoral mediterrânico da Hispânia, desde Gibraltar a Marselha.
Durante o domínio romano, a cidade passa a chamar-se Salauris e é um dos portos mais importantes da Hispânia Citerior. Após a queda do Império Romano, inicia-se um progressivo despovoamento e abandono do território, que continua durante o período muçulmano. A cidade volta a florescer durante a Reconquista, tendo sido concedida a jurisdição do seu território ao bispo de Tarragona em 1211.
Dadas as excecionais condições do porto natural, Salou converte-se rapidamente num dos portos mais importantes do Reino de Aragão, uma situação que perdurará até ao século XIX. A pedido dos mercadores de Barcelona, Tarragona e Tortosa, a 6 de setembro de 1229 o rei Jaime I de Aragão concentra em Salou uma esquadra naval catalã-aragonesa que partiria para reconquistar Maiorca a Abu Yahya, o governador almóada da ilha e parar com os ataques de piratas sarracenos maiorquinos. Devido aos saques dos piratas que atemorizavam a população, em 1530, Pere de Cardona, arcebispo de Tarragona, manda construir a Torre Vella de Salou para defesa da cidade.
Em 1649, durante a sublevação da Catalunha que ficou conhecida como "Guerra dos Segadores", o general filipista Juan de Garay obriga os habitantes de Reus a destruir as fortificações de Salou a fim de evitar que fossem utilizadas pelos somaténs catalães (milícia armada que se reunia nas povoações ao toque de sinos) ou os seus aliados franceses.
Em 1673, o arcebispado outorga os direitos da cidade ao município de Vila-seca, iniciando um processo pelo qual esta vila irá adquirindo a possesão de Salou e do seu porto, situação que se prologou até há alguns anos. A importância comercial do porto de Salou manteve-se durante o século XVIII e princípios do século XIX. No ano de 1766 é bendita a igreja de Santa María del Mar. Em 1820 é edificada a Capitania e a "Nova Alfândega" (esta já desaparecida), na Rua de Barcelona. Em 1858 é inaugurado o farol situado no Cabo Salou.
O porto entrou em decadência a partir do início do século XIX e em meados desse século é proibido o seu funcionamento. A cidade inicia então um processo de conversão de um porto comercial para um centro turístico. Em 1863 são autorizadas as "casas de banho" na praia de Poniente e em 1865 entra em funcionamento a estação ferroviária. Em 1867 é inaugurado o Carrilet, uma linha de elétrico entre Reus e Salou (atualmente em desuso), que leva os primeiros veraneantes à vila.
Durante os anos 1920 começam a ser construídos os chalés modernistas do Paseo de Jaime I, nomeadamente o Bonet, Loperena, Marisol/Solimar, Llevat, Enriqueta, Miarnau e Banús, desenhados por Domènec Sugrañes i Gras, arquiteto e colaborador de Gaudí. A partir dos anos 1960, Salou experimenta um acentuado crescimento urbanístico provocado pelo turismo. Em 1965 é erigido o monumento a Jaime I de Aragão, da autoria do escultor catalão Lluis M. Saumells Panadés, o qual pode ser considerado um símbolo da Salou contemporânea.
Nos anos 1970, um movimento popular promove o processo de separação de Salou de Vila-seca, que culmina na sentença de 30 de outubro de 1989 do Tribunal Supremo que concede a autonomia administrativa a Salou. Em 1995, é inaugurado nos arredores da cidade o Port Aventura, um dos maiores parques temáticos de Espanha.

## Praias

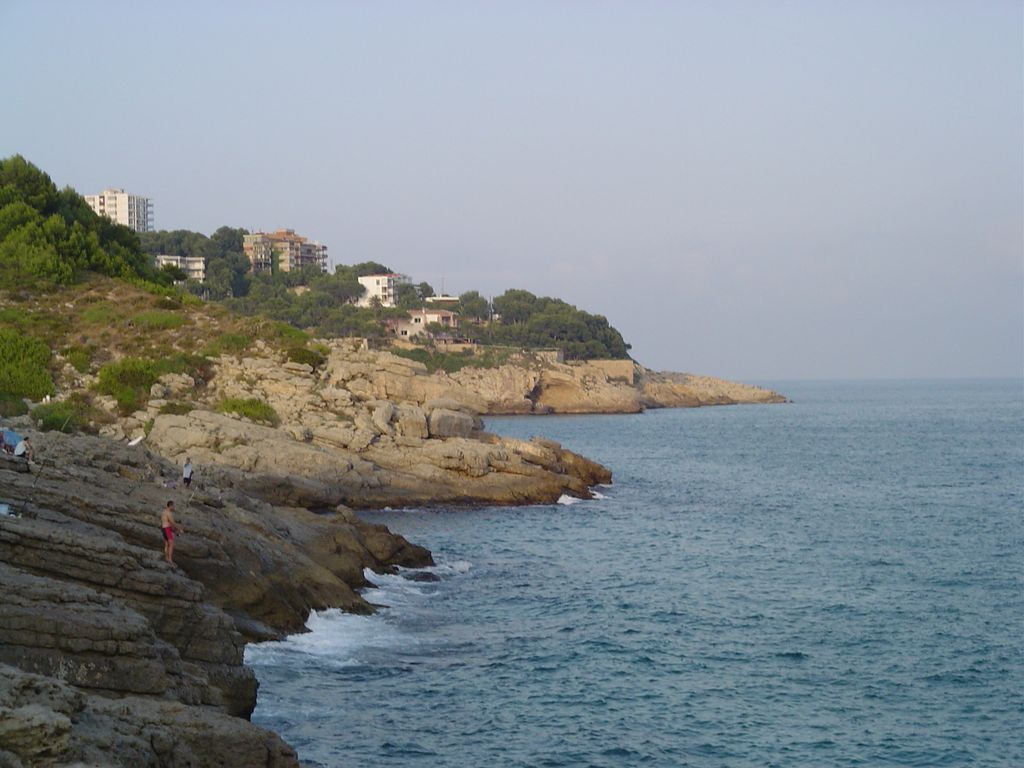
Vista desde a ponta do Cabo Salou

Salou tem quatro praias maiores e numerosas calas (praia pequena em catalão).
- Playa de Levante — É a principal praia de Salou. Tem 1 200 metros de areia fina e dispõe de duches, WC e um amplo passeio marítimo ajardinado, o Paseo Jaime I, com instalações de recreio infantil e desportivas, parques de estacionamento e estação central de autocarros. No extremo norte encontra-se a fonte luminosa, obra de Carles Buïgas. No extremo contrário encontra-se o porto desportivo.
- Playa de Poniente — Com cerca de 1 000 metros de comprimento de areia fina, situa-se a oeste do porto desportivo e a leste do limite municipal de Cambrils.
- Playa de los Capellanes (Capellans) — Tem cerca de 200&metros de comprimento e tem edificações ao pé da areia. Nas falésias das extremidades encontram-se inúmeros edifícios de apartamentos e um pequeno parque.
- Playa Larga — Tem 600 metros de areia fina e é rodeado por um bosque e um passeio marítimo ajardinado com vegetação mediterrânica e abundantes flores. No período estival é frequentada sobretudo por ingleses.
- Cala de Lenguadetes (Llenguadets) — Uma pequena praia situada entre a praia de Capellans e a praia Larga.
- No Cabo Salou encontram-se diversas calas: Morisca, Vinya, Font, Crancs e Penya Tallada

## Festas

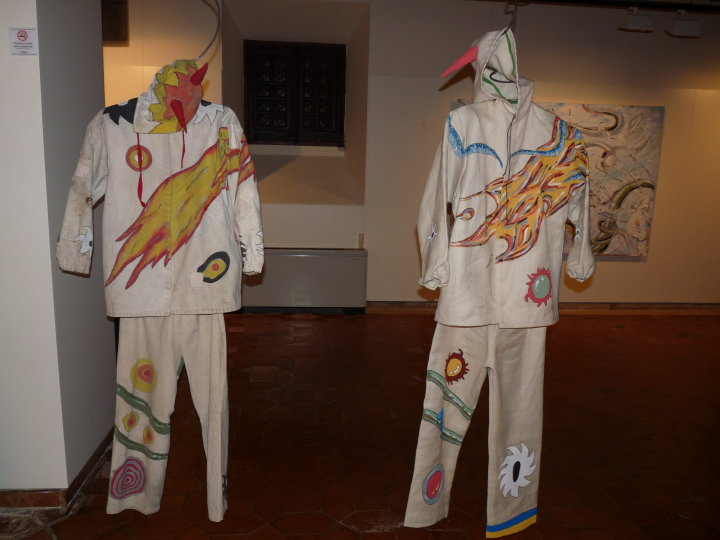
Indumentária dos diables de Salou

- Cós Blanc (Carnaval) — é a maior festa realizada no inverno, no primeiro sábado de fevereiro.
- Diada de Sant Jordi (dia de São Jorge) — 23 de abril.
- Nits Daurades — festa maior do verão, realizada na semana de 15 de agosto.
- Festa do rei Jaime I, El Conqueridor — 7 de setembro.
- Dia Nacional da Catalunha — 11 de setembro.
- Festa de la Segregació (Festa da Segregação) — 30 de outubro; celebra a segregação (separação, autonomização) do município.

## Tradições
- Calada de les Malles de Sant Pere (ou tirar l'art) — o tirar l'art é uma arte de pesca tradicional que é realizado pela Societat de Pescadors de Santa María del Mar de Salou várias vezes ao ano, com relevo para o dia de São Pedro, padroeiro dos pescadores, durante as festas de verão.
- Ball de Diables Maleïts de Salou (Baile dos Diabos Malditos) — Uma associação fundada em 1999 representa o tradicional baile d diabos em eventos festivos e culturais; o baile é uma tradição catalã de origem medieval  que também está presente na Comunidade Valenciana e nas ilhas Baleares.

## Demografia
| 1992  | 1994  | 1996   | 1998   | 2000   | 2002   | 2004   | 2006   | 2009   | 2021   |
| 8 277 | 9 631 | 10 708 | 11 499 | 13 059 | 15 360 | 18 238 | 22 162 | 26 649 | 28 512 |
|       | 16,4% | 11,2%  | 7,4%   | 13,6%  | 17,6%  | 18,7%  | 21,5%  | 20,2%  | 7%     |